# Giorgio Treves
Pour les articles homonymes, voir Treves.
Giorgio Treves, né le 3 mai 1945 à New York dans l'État de New York aux États-Unis, est un réalisateur et un scénariste italien. Il est le réalisateur des films Le Mal d'aimer (La coda del diavolo) et Rosa e Cornelia.

## Biographie
Giorgio Treves naît à New York d'une famille italienne qui s'était réfugié aux États-Unis pour fuir la Seconde Guerre mondiale. À son retour en Italie, il étudie l'économie à Turin puis s'installe à Rome pour travailler dans le monde du cinéma.
Il travaille notamment comme assistant réalisateur pour Luigi Filippo D'Amico, Vittorio De Sica, Francesco Rosi et Luchino Visconti. Il réalise en 1972 le court-métrage K-Z avec lequel il obtient une nomination à l'Oscar du meilleur court métrage documentaire.
En 1986, il réalise son premier film, Le Mal d'aimer (La coda del diavolo), une production franco-italienne, avec Robin Renucci, Isabelle Pasco, Piera Degli Esposti, Franco Citti et Carole Bouquet, qui lui vaut le David di Donatello du meilleur réalisateur débutant.
Il revient à la réalisation en 2000 le film Rosa e Cornelia, avec Chiara Muti, Stefania Rocca, Daria Nicolodi et Athina Cenci dans les rôles principaux.

## Filmographie

### Comme réalisateur

#### Au cinéma
- 1972 : Rads 1000 (court-métrage)
- 1972 : K-Z (court métrage documentaire)
- 1976 : Dario Treves (documentaire)
- 1978 : Cou Cou Bazar (court-métrage)
- 1980 : Il Ritorno (court-métrage)
- 1982 : Cenere per le sorelle Flynn (court-métrage)
- 1986 : Le Mal d'aimer (La coda del diavolo)
- 1988 : La casbah dei Santi (court-métrage)
- 1990 : Cinema primo amore (court-métrage)
- 1996 : Intolerance, épisode Prima linea
- 2000 : Rosa e Cornelia
- 2008 : All Human Rights for All, épisode Raccolta differenziata
- 2013 : Lea

#### À la télévision
- 2006 : Luchino Visconti, le chemin de la recherche (documentaire)

### Comme scénariste

#### Au cinéma
- 1986 : Le Mal d'aimer (La coda del diavolo)
- 2000 : Rosa e Cornelia
- 2013 : Lea

## Prix et distinctions
- Nomination à l'Oscar du meilleur court métrage documentaire en 1972 pour K-Z.
- David di Donatello du meilleur réalisateur débutant en 1987 pour Le Mal d'aimer (La coda del diavolo).
- Nomination au Ruban d'argent du meilleur nouveau réalisateur en 1987 pour Le Mal d'aimer (La coda del diavolo).

## Source
- Silvia Bizzo, Les Italiens à Hollywood : le cinéma italien aux Academy Awards, Paris, Gremese, coll. « Cinéma », 2002, 160 p. (ISBN 978-88-7301-495-9, lire en ligne).